# Антильські острови

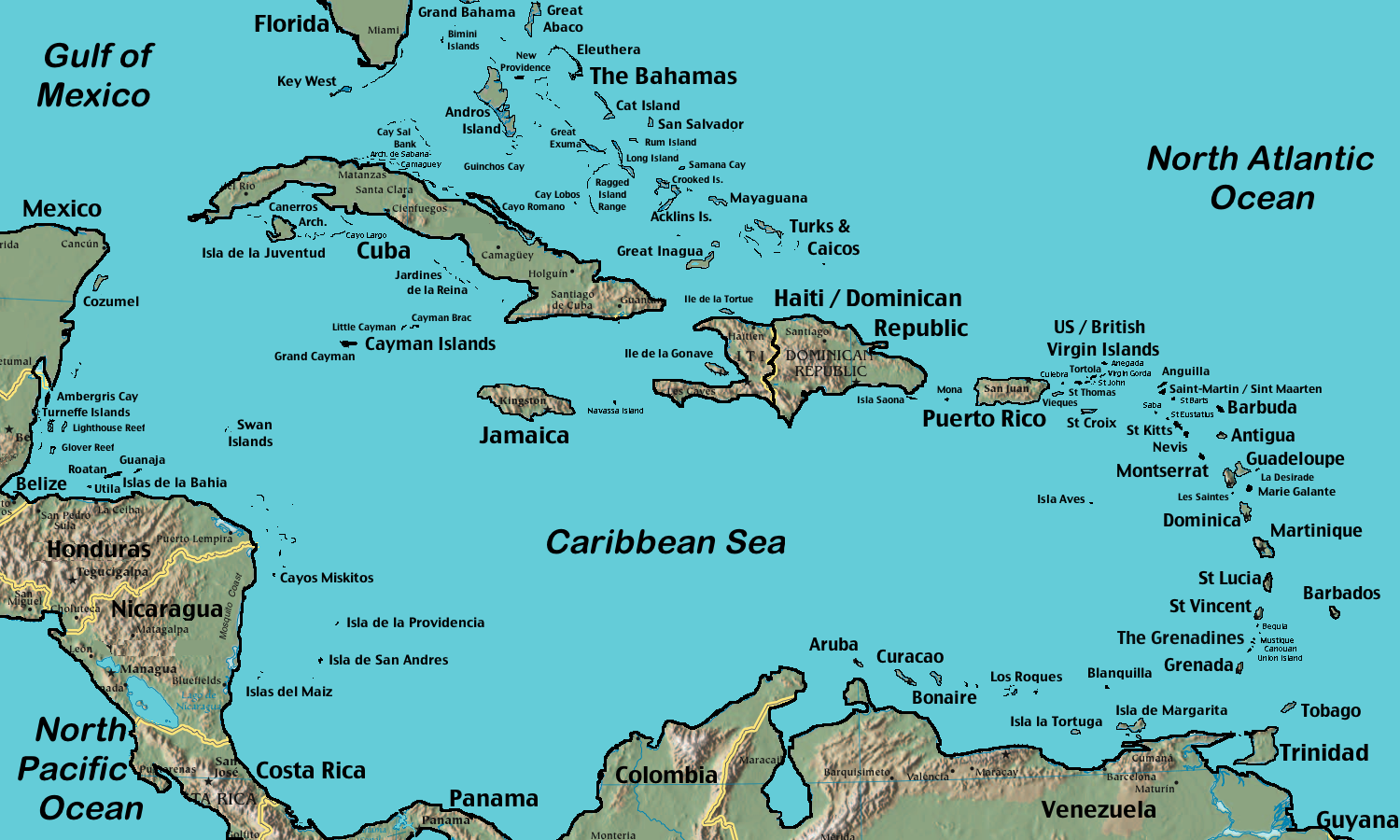
Антильські острови

Анти́льські острови́ — архіпелаг в центральній Америці (12—23° пн. ш.); розділені на Великі Антильські острови (Куба, Гаїті, Ямайка, Пуерто-Рико) і Малі Антильські острови (Віргінські, Навітряні і Підвітряні, Тринідад, Тобаго і Барбадос); площа 220 тис. км²; населення 26,7 млн; діючі вулкани, листопадні і вічнозелені тропічні ліси.
Першим історично відомим населенням Антильських островів були араваки. У XIV—XV сторіччях їх потіснили (і частково асимілювалися з ними) кариби.
На європейських картах група островів, один з яких має назву Антилія, вперше була позначена у 1424 році — але зазвичай їх розміщували набагато північніше і східніше.
Офіційно архіпелаг відкрив Христофор Колумб 1492 року, назву Антильські острови вживають з 1493 — першим це зробив П'єтро д'Ангієра у листі до кардинала Асканіо Сфорца.
Великі Антильські острови є залишками гірських систем Центральної Америки, розірваних скидами та занурених в океан.
Зі скидами пов'язані землетруси, вулканізм. Малі Антильські острови вулканічного походження. Клімат тропічний, морський. Часті спустошливі урагани. Опадів на навітряних схилах до 5 500 мм, на підвітряних 750 мм. На вологих схилах тропічні ліси, на сухіших — савани.
Культивують цукр. тростину, тютюн, банани, какао, кавове дерево.